# مایکل اسپل
مایکل اَسپل (انگلیسی: Michael Aspel؛ زادهٔ ۱۲ ژانویهٔ ۱۹۳۳) مجری تلویزیون اهل بریتانیا است.
از فیلم‌ها یا برنامه‌های تلویزیونی که وی در آن نقش داشته است می‌توان به بازی جنگ اشاره کرد.